# 神山村 (福井県)
神山村（かみやまむら）は福井県南条郡にあった村。現在の越前市中心部の南から南西に接する区域にあたる。
本項では発足時の名称である茶臼山村（ちゃうすやまむら）についても述べる。

## 地理
- 山岳：妙法寺山
- 河川：日野川

## 歴史
- 1889年（明治22年）4月1日 - 町村制の施行により、池ノ上村、広瀬村、岡本村、沢村、高瀬村、千福村、妙法寺村、三ツ口村、常久村、松森村及び行松村の区域をもって、茶臼山村が発足する。
- 1890年（明治23年）5月7日 - 茶臼山村が名称を変更して、神山村となる。
- 1948年（昭和23年）4月1日 - 武生町及び神山村が合併して、武生市が発足する。

## 交通

### 鉄道路線
旧村域を日本国有鉄道の北陸本線が通過するが、駅は所在しなかった。

### 道路
- 国道8号